# بلبوس أوشري
بلبوس أوشري (الاسم العلمي:Muscari aucheri) هو نوع من النباتات يتبع جنس البلبوس من الفصيلة الهليونية.